# Shoji Jo
Shoji Jo (城 彰二, Jo Shoji, Muroran, 17 juni 1975) is een Japans voormalig voetballer die als aanvaller speelde.

## Clubcarrière
Shoji Jo speelde tussen 1994 en 2006 voor JEF United Ichihara, Yokohama F. Marinos, Real Valladolid, Vissel Kobe en Yokohama FC.

## Japans voetbalelftal
Shoji Jo debuteerde in 1995 in het Japans nationaal elftal en speelde 35 interlands, waarin hij 7 keer scoorde. Jo vertegenwoordigde zijn vaderland eveneens op de Olympische Spelen 1996 in Atlanta. Ondanks een overwinning op Brazilië (1-0) werd de Japanse olympische selectie onder leiding van bondscoach Akira Nishino al in de groepsronde uitgeschakeld.

## Statistieken
| Japans voetbalelftal | Japans voetbalelftal | Japans voetbalelftal |
| Jaar                 | Wed.                 | Dlp.                 |
| -------------------- | -------------------- | -------------------- |
| 1995                 | 1                    | 0                    |
| 1996                 | 3                    | 0                    |
| 1997                 | 13                   | 4                    |
| 1998                 | 10                   | 1                    |
| 1999                 | 5                    | 0                    |
| 2000                 | 2                    | 2                    |
| 2001                 | 1                    | 0                    |
| Totaal               | 35                   | 7                    |